# Военная история Беларуси
Военная история Беларуси — часть истории Беларуси, посвящённая военному делу и войнам на современной белорусской территории, с момента появления первых государств и по сегодняшний день (см. также Список войн Беларуси).
История вооружённых конфликтов и развития военного строительства страны связана с Древнерусским государством, Полоцким и Туровским княжествами, Великим княжеством Литовским, Речью Посполитой, Российской империей, белорусскими вооружёнными формированими 1917—1921 годов и Белорусским военным округом (БВО).

## Развитие военного дела
Развитие военного дела у восточных славян связано с историей формирования племенных «княжений», которое проходило одновременно с формированием Древнерусского государства. Племена стояли перед необходимостью бороться с воинственными соседями и преодолением внутренних конфликтов. В связи с этим они начинают объединяться вокруг князей (военных лидеров). Их опорной силой выступала дружина. Это подразделение делилось по уровню опытности и профессионализма на старшую и младшую. В старшей служили наиболее знатные воины, близкие советники князя. Старшие дружинники нередко получали от него права сбора дани в некоторых областях в свою пользу и имели свои собственные отряды. Князь вместе с дружинниками жили в детинце — укреплённой части города. Младшая дружина – основа армии. Помимо походов, они могли выполнять полицейские или административные функции, такие как сбор налогов, судопроизводство и т.д.
Войско Великого княжества Литовского на ранних этапах по принципам формирования было похоже на армии княжеских времён, поскольку состояло из дружин и ополчения. Однако постепенно происходили преобразования. Основная роль стала отводиться коннице, а не пехоте. Сформировалось также дворянское войско (посполитое рушение), состоявшее из шляхты и одного либо нескольких всадников и пехотинцев с каждого феодала. После реформы 1786 года армия княжества состояла из гвардии, инженерного корпуса, артиллерийского корпуса, фронтовой гвардии и пехотно-кавалерийского корпуса. В пехотно-кавалерийский корпус входили две дивизии смешанного типа, которые формировались по территориальному принципу в отдельных военных округах. Корпус пехоты и кавалерии состоял из четырёх дивизий. Армия комплектовалась из добровольцев и крепостных крестьян путём рекрутирования.
Накануне войны 1812 года на территории современной Беларуси располагались 1-я и 2-я Западные армии (см. Русская армия 1812 года). К началу царствования Николая I в крае разместилась 1-я армия, на базе которой в 1862 году создан Виленский военный округ. Зачастую командующий войсками одновременно занимал должность Виленского, Ковенского и Гродненского генерал-губернатора. Среди белорусских городов ключевым укреппунктом округа являлся город Гродно. Здесь же базировался 2-й армейский корпус, в то время как в Минске был расквартирован 4-й. В 1914 году и до конца Первой мировой на белорусских землях действовал Минский военный округ.
На фоне революционных событий 1917 года началось создание первых белорусских национальных подразделений. Одним из таких была Белорусская пехотная дивизия, возникшая в январе 1918 году в составе 4-го корпуса. За формирование и организацию отвечал Центральный белорусский военный совет, позднее подчинённый Раде БНР. Однако создать дееспособную армию не удалось, чему препятствовали и большевистский режим, и немецкая оккупация. Ситуация усложнялась недостаточной поддержкой населения, а из-за малочисленности белорусской интеллигенции не хватало офицерских кадров. Кроме того, большая часть мужского населения была мобилизована и раскидана по фронтам за пределами Беларуси. Всё же отдельные части были сформированы и осуществляли успешную борьбу — 1-я белорусская бригада, Белорусский кавалерийский полк, Белорусский Витебский полк, 1-й Смоленский Белорусский полк, Отдельный отряд Булак-Булаховича, 1-й белорусский полк, Слуцкая бригада/полк стрельцов. В основном же войска БНР представляли партизанские формирования.
Одновременно с ними создавались части Красной армии. Современные Вооружённые силы Республики Беларусь свою официальную историю ведут именно от РККА. Базой для формирования армии большевиков послужили войска Западного фронта, которые располагались в том числе в Беларуси. В ноябре 1918 года был сформирован Минский военный округ (вскоре переименован в Западный) — предшественник Белорусского военного округа. Здесь же, вследствии объединения Белорусской и Литовской советских республик, создаётся 16-я армия, она же Белорусско-Литовская. После гражданской войны округ был переведён на территориально-кадровый принцип комплектования. Будучи пограничным, он формировался преимущественно из кадровых соединений. Все части находились в состоянии постоянной боевой готовности. Такое положение сделало округ главной базой для военных наработок.
В послевоенное время Беларусь сохранила своё особое положение. Белорусский военный округ входил в число самых мощных в Вооружённых силах СССР. Тут отрабатывались новейшие формы и способы руководства боя, активно совершенствовались армейская организация и подготовка бойцов. Округ одним из первых обеспечивался новым вооружением.
18 марта 1992 года Верховный совет Беларуси поручил Совету Министров начать формирование национальных вооружённых сил. 6 мая БВО упразднён. На его базе возникает армия независимой Беларуси.

## Древняя Русь и русские княжества

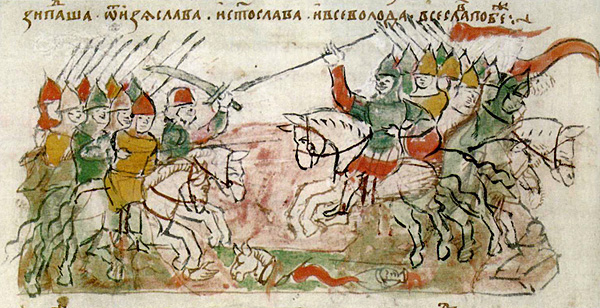
Битва на Немиге. Миниатюра из Радзивилловской летописи.

Согласно западной историографии, на Руси правили две скандинавские династии — Рюриковичи и Рогволодовичи. Первые базировались в Новгороде и Киеве, а вторые княжили в современном белорусском городе Полоцке. Обе династии конкурировали между собой и вели вооружённую борьбу. Среди военных кампаний их конфликта выделяют:
- 872 год[23] — поход Аскольда на полочан.
- 977 год — поход Владимира Святославича на Полоцк.
- 1021 год — нападение Брячислава на Новгород, поражение Брячислава на Судоме.
- 1065 год — нападение Всеслава на Псков.
- 1066 год — нападение Всеслава на Новгород, захват и разорение Новгорода.
- 1067 год — сражение на Немиге.
- 1069 год — нападение Всеслава на Новгород.
- 1071 год — поражение Всеслава у Голотичска.
- 1077 год, весна — поход Всеслава на Новгород.
- 1077 год, лето — поход Всеволода на Полоцк.
- 1077/78, зима — поход Святополка Изяславича, Владимира Мономаха и половцев на Полоцк.
- между 1078 и 1084 годами — поход Всеслава на Смоленск, походы Владимира Мономаха до Лукомля и Логойска и на Друцк.
- между 1084 и 1086 годами — поход Владимира Мономаха с половцами на Минск.
- 1104 год — походы Владимира Мономаха на Глеба Всеславича минского.
- 1116 год — поход Глеба Всеславича минского на Слуцк.
- 1117 год — поход Владимира Мономаха на Глеба Всеславича минского.
- 1127 год — полоцкий поход Мстислава Великого.

В конце XII — начале XIII веков на фоне феодальной раздробленности белорусские земли стали объектом агрессии крестоносцев. В этот период немецкие рыцари из Ордена меченосцев начинают завоевание Прибалтики. Местные племена просили помощи у Полоцка. В то время власть полоцкого князя распространялась на нижнее течение Западной Двины, и прибалтийские племена ливов и латгалов платили ему дань. Здесь имелись и две крепости — Герцике и Кукейнос, которые принадлежали Полоцку. Появление немецких крестоносцев в регионе стало угрожать потерей этих земель. Поэтому летом 1203 года дружины князя Владимира осадили немецкие крепости Икскюль и Гольм. В том же году князь Герцике Всеволод совершил поход на Ригу. Но эти походы не принесли Полоцку успеха. Не был успешен поход Владимира вместе с ливами против крестоносцев и в 1206 году, когда 11 дней полочане безуспешно осаждали Гольм и вынуждены были отступить.
В 1208 году крестоносцы захватили Кукейнос, а в 1209 году сожгли Герцике. В следующем году между рижским епископом Альбертом и князем Владимиром был заключён договор, по которому Полоцк сохранял своё право получения дани с ливов. Но платить её обязался епископ. Через два года начались новые переговоры. Владимир потребовал от крестоносцев отказаться от крещения ливов, угрожая сжечь все их замки. Но добиться своего он не смог. К тому же на Полоцкую землю начали совершать набеги литовцы, что значительно ослабило военные силы полочан. Переговоры закончились тем, что Владимир вынужден был отказаться от Нижнего Подвинья, добившись только свободной торговли по Западной Двине. Но борьба полочан против крестоносцев после этого не прекратилась. В 1214 году немцы, нарушив договор, вновь напали на Герцике, но были разбиты литовцами, призванными Полоцком. Город с частью княжества некоторое время ещё принадлежал Полоцку. В 1216 году полочане совместно с эстами и литовцами готовили новый поход против крестоносцев. Но накануне его полоцкий князь Владимир внезапно умер. Есть предположение, что он был отравлен немецкими лазутчиками.
Кроме крестоносцев, появилась угроза и со стороны монголо-татар. В 1240—1242 годах войска Батыя во главе с Гуюнком и Кейданом прошли через южную часть территории Беларуси, разграбив Мозырь, Туров, Пинск, Брест. В середине и второй половине XIII века они ещё не раз осуществляли походы на белорусские и литовские земли. Вторжения повторились в 1275, 1277, 1287, 1315, 1325, 1338 годах.

## Великое княжество Литовское и Речь Посполитая

### Сер. XIII — кон. XV
В XIII веке предположительно на территории современной Гродненской области сформировалось Великое княжество Литовское. Уже в первые десятилетия своего существования оно столкнулось с необходимостью отстаивания государственного суверенитета в борьбе с крестоносцами, Галицко-Волынским княжеством, татарами, Польским королевством.
Первым противником ВКЛ стали галицко-волынские князья, которые ещё при первом князе Миндовге образовали против государства военную коалицию, дабы вернуть Новогородчину. Война закончилась победой молодой державы и окончательным присоединением Новогородской земли к Литве. При князе Тройдене галицко-волынские войска совершили набеги на Новогородок. В эти же годы ВКЛ ведёт борьбу с татарами и русскими князьями, подавляет восстания нальшанских феодалов. При князе Витене крестоносцы из Тевтонского Ордена неоднократно нападали на Гродненские земли. В ходе обороны территории от немецких рыцарей особо отличился Давыд Гроденский. Позднее, в 1311 и 1315 годах, Великое княжество Литовское само совершило нападения на земли крестоносцев в Пруссии. Имели место и внутренние конфликты: при Витене происходит восстание жемайтских феодалов. В период правления Гедимина продолжается борьба с крестоносцами и татаро-монголами.
В борьбе с немецкими набегами основную тяжесть несло население белорусских территорий. В 1348 году литовское войско одержало победу над тевтонами у реки Стрева

Ян Матейко. «Грюнвальдская битва», 1878 г.

При Ольгерде в 1362 году в битве на реке Синие Воды армия ВКЛ разбила татаро-монгольское войско, тем самым присоединив значительную часть современной Украины. В 1368, 1370 и 1372 годах литвины совершают походы против Московского государства. Борьба с восточным соседом продолжалась и при Витовте. В 1389—1392 годы страну охватила гражданская война между Ягайло и Витовтом, которая окончилась Островским соглашением. В 1399 году войско Великого княжество Литовского терпит крупное поражение от татар на реке Ворскле. Позднее государство возобновляет борьбу с крестоносцами. В ходе Великой войны 1409—1411 годов литовские и польские силы совместно разбивают тевтонов под Грюнвальдом, чем приостановили немецкие нападения на белорусские и литовские земли.
После смерти Витовта страна погружается в новую гражданскую войну. В этот раз за престол сражались Свидригайло и Сигизмунд. Победу в этом противостоянии одержал Сигизмунд Кейстутович, а Свидригайло был вынужден уйти в изгнание.

### Кон. XV — кон. XVIII

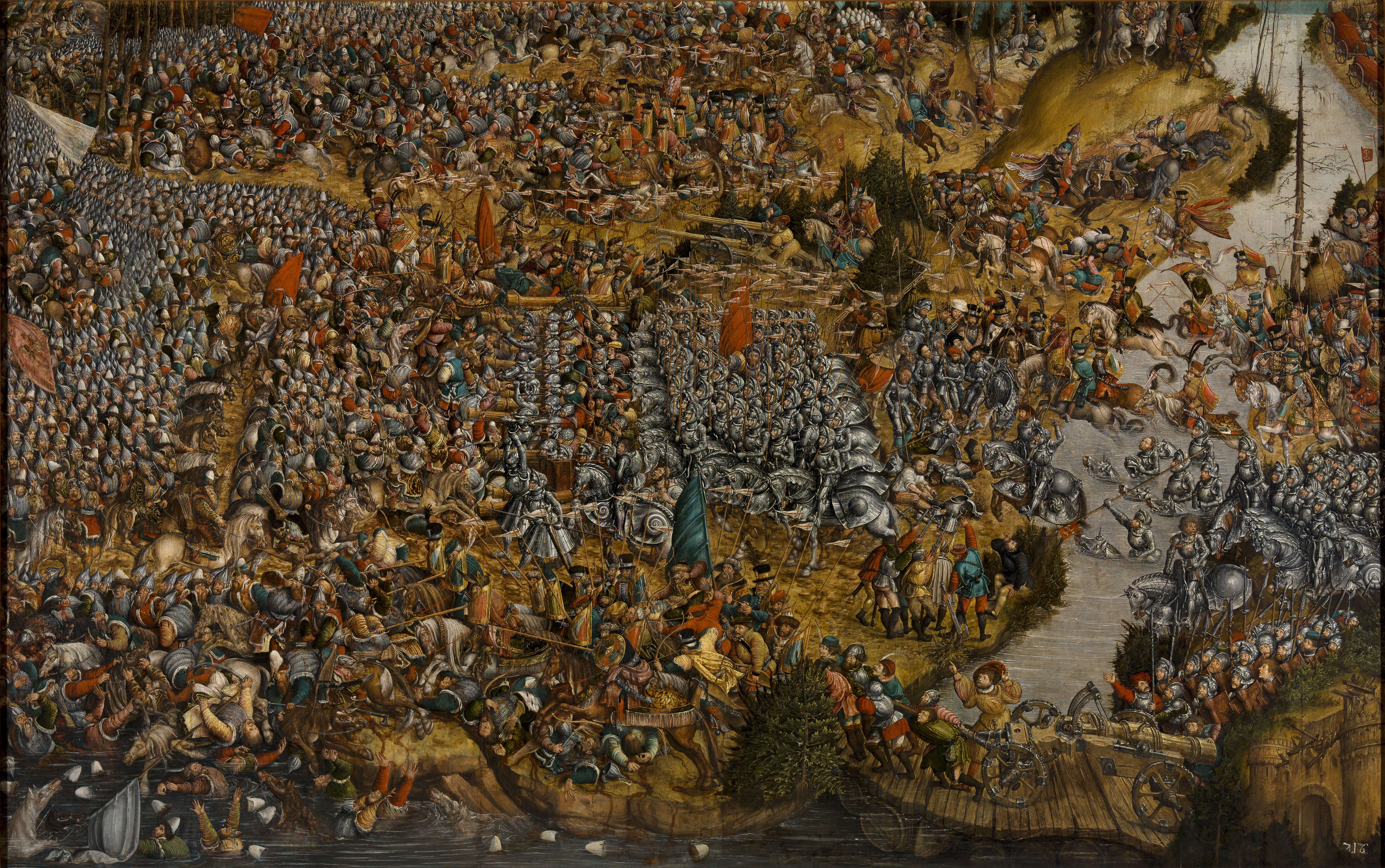
«Битва под Оршей», полотно неизвестного автора.

В конце XV и начале XVI веков возобновляются войны с Московским государством. Военные столкновения были спровоцированы православными князьями приграничных земель ВКЛ. Конфронтация привела к необъявленной приграничной войне 1487—1494 годов, в результате которой была сломана вся литовская приграничная полоса. В 1500—1503 годах боевые действия перемещаются в Восточную Беларусь. Следующий крупный конфликт начался в 1512 году, в ходе которого литвины одержали в 1514 году крупную победу под Оршей, хоть она и не привела к победе во всей войне.
Продолжались набеги татар на ВКЛ, но их удалось приостановить. Однако во второй половине XV века нарастает угроза со стороны Крымского ханства. Только за период с 1500 по 1569 года с его стороны осуществлено 45 набегов на белорусские земли. Для защиты от нападений на южных границах ВКЛ были созданы казачьи заслоны. Особо отличился в борьбе с крымскими набегами Михаил Глинский, который разбил налётчиков под Клецком. Он же позднее поднимет восстание, охватившее Мозырь, Друцк, Туров, Кричев, Гомель и другие белорусские города.
В середине XVI века страна вступила в Ливонскую войну. В ходе конфликта особо яростная борьба велась за Полоцк. Тяжёлое военное положение вынудило ВКЛ заключить с Польшей Люблинскую унию, образовав Речь Посполитую. Борьба с Россией продолжалась в рамках Смуты и Смоленской войны. Наиболее разрушительными для белорусских земель стали события 1654—1667 годов, в ходе которых русские заняли практически всю Беларусь. Этому предшествовала казацко-крестьянская война, охватившая Украину, центральную и южную Беларусь. Оба конфликта принесли разрушительные последствия, серьёзно ударив по хозяйственному развитию белорусских земель. Война 1654—1667 годов некоторыми белорусскими историками называется самой трагической в истории страны.

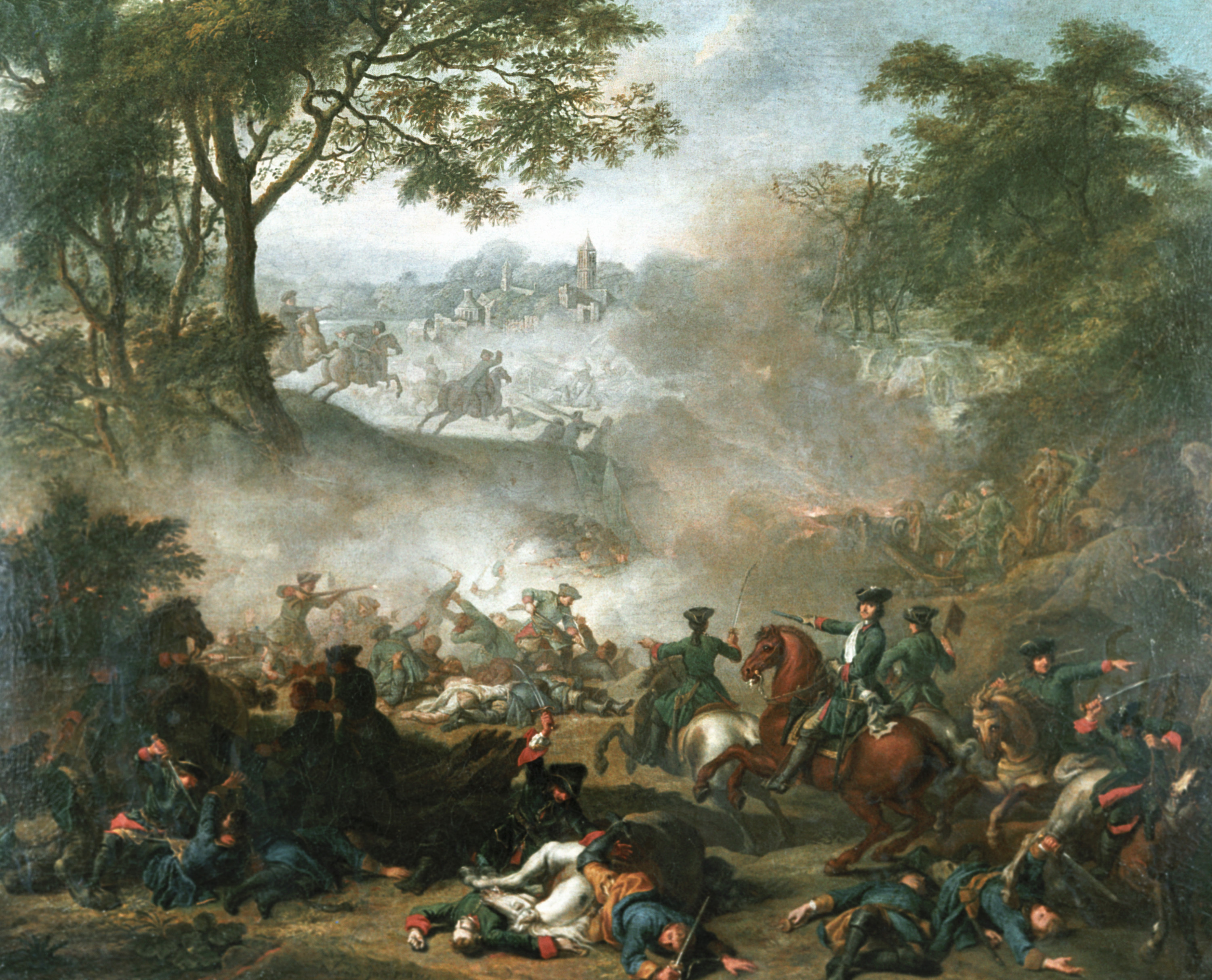
Жан-Марк Натье. «Сражение при Лесной», 1717 г.

В начале XVIII столетия Беларусь была затронута Северной войной. На территории страны вели борьбу русские и шведские войска. Именно здесь, у деревни Лесной, шведы потерпели первое крупное поражение. Пётр I в последующем назовёт битву у Лесной «матерью полтавской победы». Данная война обострила социальные противоречия на белорусских землях. Возросло количество крестьянских и городских восстаний. Война и сопутствующая ей чума уменьшили население с 2 200 тыс. человек в 1700 году до 1 500 тыс. человек в 1717.
Во второй половине века белорусские земли были втянуты в борьбу шляхетских конфедераций. Одна из таких, Слуцкая, возникла в самой Беларуси. В 1768 году началась война Барской конфедерации. На белорусских территориях 2 (13) сентября 1769 года произошло сражение под Ореховом, в котором русский отряд под командованием бригадира Александра Васильевича Суворова разгромил отряд под командованием Казимира Пулавского. В результате поражения конфедератов в 1772 году произошел Первый раздел Речи Посполитой.
В 1792 году, в результате Тарговицкой конфедерации начинается Русско-польская война 1792 года, затронувшая и белорусские территории. В июне того же года, король Станислав Август Понятовский присоединяется к конфедерации и приказывает прекратить военные действия против русских войск. Данная война привела ко Второму разделу Речи Посполитой.
В 1794 году край был затронут восстанием Костюшко, которое было подавлено Россией и Пруссией. События привели к Третьему разделу Речи Посполитой и исчезновению государства.

## Российская империя

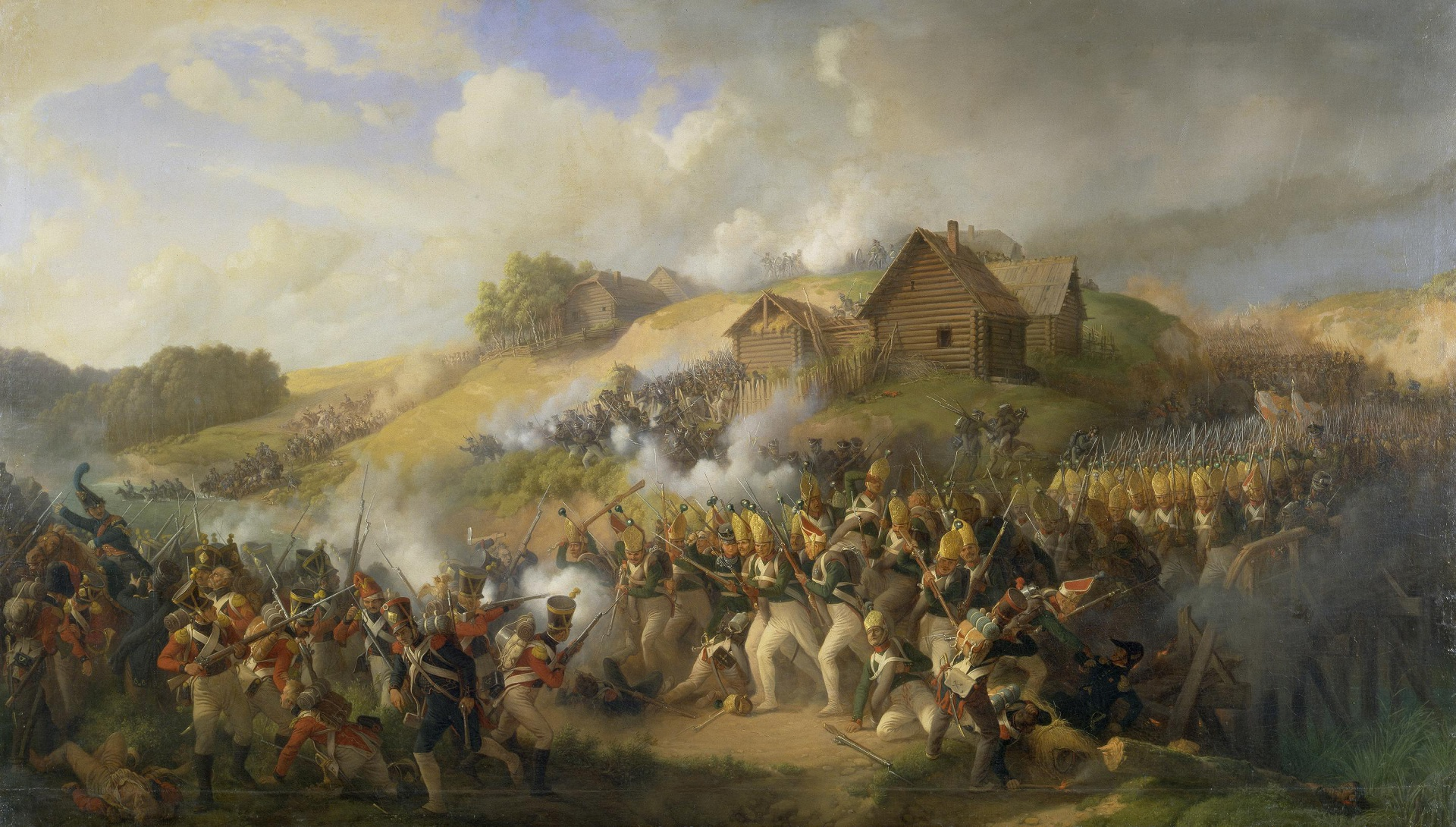
Петер фон Гесс. «Сражение под Клястицами».

В июне 1812 года на территорию современной Беларуси вторглась наполеоновская армия. Русским войскам удалось нанести поражения Великой армии под Витебском, Миром, Кобрином, Клястицами. Однако Наполеон продолжал продвигаться вглубь страны. В июле его войска достигли Днепра. На сторону французов переходила местная польская католическая шляхта, которая стремилась возродить Речь Посполитую и ВКЛ. В октябре французская армия стала отступать из России. 7 октября французы оставили Полоцк, 26 октября — Витебск, 4 ноября — Минск, 9 ноября — Борисов, 12 ноября — Могилёв. В ноябре около деревни Студёнка неподалеку от Борисова наполеоновской армии русскими войсками был нанесён сокрушительный удар. Великая армия фактически перестала существовать.
В начале апреля 1831 года Литву и северо-запад Беларуси охватили события Польского восстания. Повстанцы действовали в Ошмянском, Браславском, Дисненском и Вилейском поветах. Несколько позже восстание распространилось на южную часть Беларуси, а именно Речицкий, Мозырский и Пинский уезды. Курированием выступлений на белорусско-литовским землях занимался Виленский центральный повстанческий комитет. Однако к началу августа царская армия восстановила порядок в регионе.
В 1863 году Беларусь охватило новое восстание. Мятеж курировал Литовский провинциальный комитет во главе с Кастусем Калиновским, подчинённый Центральному национальному комитету в Варшаве. В январе—феврале деятельность повстанцев велась только в западных регионах. Весной их отряды появляются и на остальной территории Беларуси. В мае русская армия восстановила порядок в Минской, Могилёвской и Витебской губерниях. Таким образом, главным центром восстания стала Гродненщина. Однако и там деятельность мятежников, особенно после репрессий Михаила Муравьёва, постепенно сошла на нет. Последний повстанческий отряд был ликвидирован летом 1864 года на Новогрудщине.

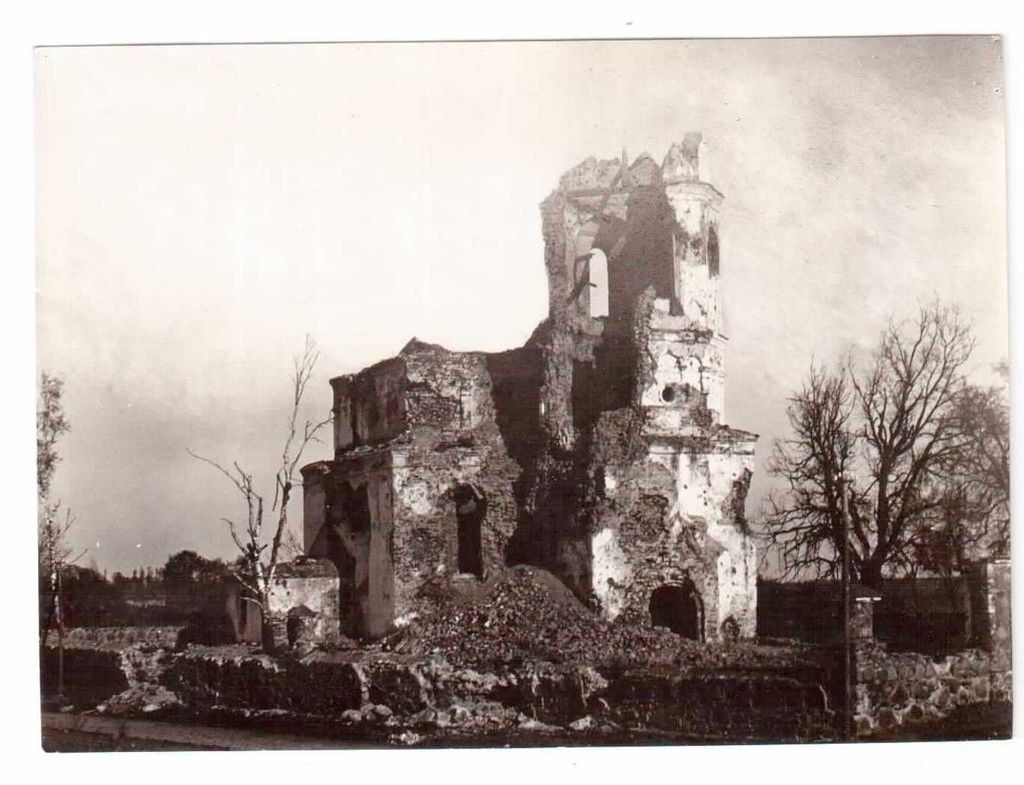
Разрушения в Сморгони.

В 1915 году в ходе Великого отступления русской армии на территорию Беларуси перемещается Восточный фронт Первой мировой. В августе началось немецкое наступление в направлении Ковно — Вильно — Минск. После неудачной попытки взять Вильно немецкие войска предприняли новое наступление и 9 сентября прорвали фронт в окрестностях Свенцян, проникли в российский тыл, захватили Вилейку и приблизились к Молодечно. Отдельные немецкие соединения дошли до Смолевич и Борисова. Ставка российского Верховного главнокомандующего была переведена из Баранович в Могилёв. В середине сентября кайзеровские силы были остановлены. Немцы отступили в район озёр Нарочь — Свирь. В это же время в течение 810 дней велись упорные бои за город Сморгонь, который был полностью разрушен и вошёл в историю как «мёртвый город». Здесь неоднократно применялось химическое оружие. В октябре 1915 года фронт стабилизировался на линии Двинск — Сморгонь — Барановичи — Пинск.

## Новейшее время

### 1918—1939
После Октябрьской революции 1917 года в Беларуси началась борьба между большевиками и белорусским национальным движением. В 1918 году белорусские земли были вовлечены в гражданскую войну в России. Ключевыми участниками конфликта в крае стали сторонники Белорусской Народной Республики и сторонники советской власти в лице Облиспкомзапа (в дальнейшем — ССРБ, Литбел, БССР). В конце концов на начало 1919 года здесь установилась власть большевиков.
В январе 1918 года в Беларуси поднимает мятеж польский корпус Довнор-Мусницкого. Повстанцы взяли Рогачёв, Жлобин и Бобруйск, но были быстро разбиты советской властью. В феврале активизируются боевые действия против немцев. В это время кайзеровская армия переходит в наступление на Восточном фронте. Большевики оказались не в силах сдержать противника, поэтому пошли на заключение Брест-Литовского мирного договора. К тому моменту большая часть страны была оккупирована.
Осенью 1918 года на белорусском направлении начала наступление Красная армия. Её продвижение не встречало никакого сопротивления, поскольку войска Рада БНР не были до конца сформированы. К 10 декабря советские войска вышли на линию Двинск — Минск — Слуцк — Шатилки, заняв почти половину территории Беларуси и продолжив наступление по западным районам.

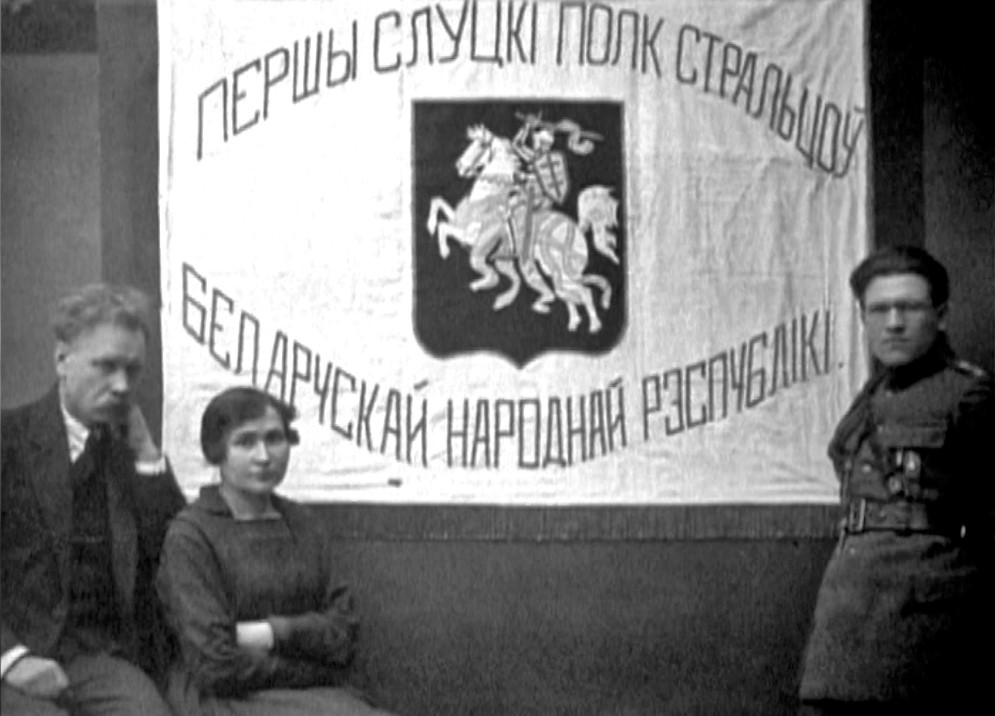
Знамя 1-го слуцкого полка, организовавшего восстание 1920 года.

В феврале 1919 года в Беларусь вторглась Польша. К середине марта поляки захватили западные регионы страны. Летом они продолжили своё успешное наступление и 8 августа взяли Минск. В марте 1920 года началась наступательная операция в юго-восточной Беларуси, в результате которой польские войска захватили Речицу, Мозырь и Калинковичи. В мае—июле инициатива переходит к Красной армии. Уже в конце июля боевые действия из Беларуси перемещаются в Польшу. Однако красноармейцы потерпели поражение под Варшавой, после чего начали отступать. С завершением активной фазы польско-советской войны в регионе против большевиков разворачивают деятельность зелёные армии белорусских национальных группировок (БПС-Р, БС-ДП, ПБС-Ф). На Полесье вели борьбу войска Булак-Булаховича. Одновременно разворачивается Слуцкое восстание. Все эти выступления были подавлены Красной армией.
В марте 1921 год был заключён Рижский мирный договор, поделивший Беларусь между поляками и большевиками. Однако противостояние ещё не было окончено. В Западной Беларуси, отошедшей Польше, до лета 1925 года советские диверсанты и местные просоветские повстанцы вели вооружённую борьбу. Среди руководителей сопротивления наиболее отличились Станислав Ваупшасов, Кирилл Орловский, Василий Корж и Александр Рабцевич.
В межвоенный период этнические белорусы и уроженцы страны разных национальностей в роли военнослужащих РККА и советских военспецов принимают участие в конфликтах на Дальнем Востоке, Китае, Испании. В последнем случае отметились и выходцы из Западной Беларуси, воевавшие в интербригаде Домбровского.

### 1939—1945
1 сентября 1939 года с вторжения Германии в Польшу началась Вторая мировая война. Немцы быстро разгромили противника, взяли Варшаву и приблизились к Западной Беларуси. 17 сентября, в соответствии с пактом Молотова — Риббентропа, в край были введены части Красной армии. К 25 сентября СССР установил полный контроль над регионом. Западная Беларусь была включена в состав БССР.
С ноября 1939 по март 1940 порядка 100 тысяч представителей Беларуси участвуют в советско-финской войне. Практически на всех участках фронта, во всех звеньях управления присутствовали белорусы и жители БССР.

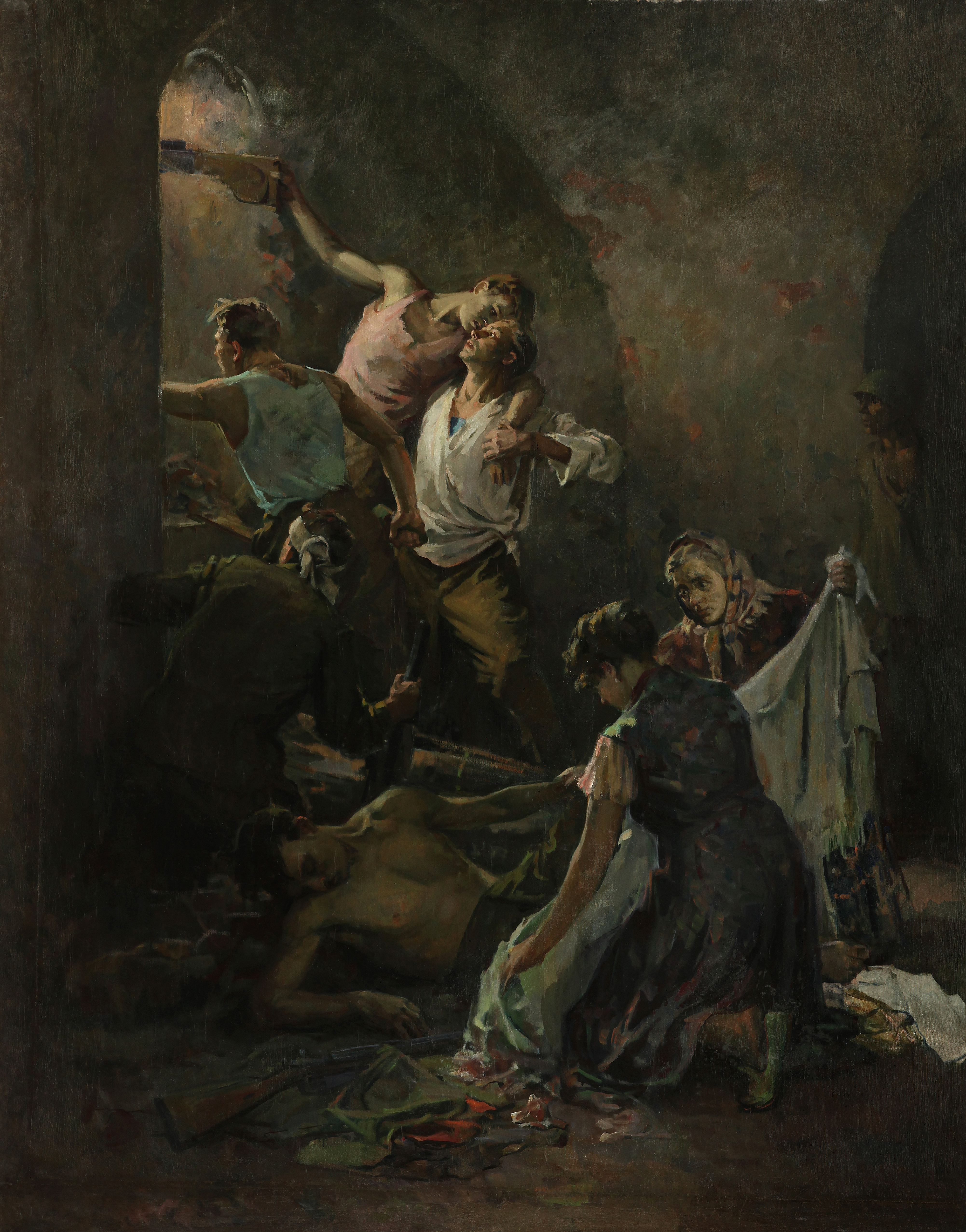
Иван Ахремчик. «Защитники Брестской крепости», 1957—1958.

22 июня 1941 года СССР подвергся агрессии Германии, с чего началась Великая Отечественная война. Пограничники и красноармейцы, служившие на западе БССР, одними из первых столкнулись с противником. Бои проходили на двух оборонительных комплексах — «линии Молотова» (по новой границе после 1939) и «линии Сталина» (по старой границе до 1939). В начальный период войны среди всех прочих эпизодов выделяется оборона Брестской крепости. Отдельные группы её защитников сражались до 20 июля. Другим важным событием первых месяцев войны для Беларуси стал Сенно-Лепельский контрудар, в рамках которого произошло одно из крупнейших танковых сражений Второй мировой. Помимо того, контрудары проводились и на юго-востоке БССР, где в ходе успешной операции РККА освобождены Рогачёв и Жлобин. Среди оборонительных боёв наибольшее значение имела битва за Могилёв, защитники которого продержались три недели. Тем не менее, Красная армия отступала. К концу августа Беларусь оказалась полностью оккупирована.
В республике развернулось широкое партизанское и подпольное движение. С первых дней войны в БССР создавались партизанские отряды. Их деятельность курировал Белорусский штаб партизанского движения. Самая первая боевая операция в тылу противника была проведена ещё 28 июня 1941 года в д. Посеничи Пинского района. Общее число подпольщиков и партизан за всё время составило 440 000 человек. Ещё 400 000 прошли через партизанские резервы. Большое значение для развития партизанского движения имело существование так называемых Суражских (Витебских) «ворот». Важной составляющей стали диверсии на железных дорогах. Особо отмечается подрыв на станции Осиповичи, осуществлённый в ночь с 29 на 30 июля 1943 года. Этот инцидент стал самой крупной наземно-транспортной диверсией за всю войну. В 1943—1944 подрывы на железных дорогах увеличены. Начата так называемая «рельсовая война».
Со временем партизаны расширяли своё взаимодействие с регулярной армией, что увеличивало эффективность их деятельности. Постепенно они даже освобождали некоторые территории. К концу войны около 60 % Беларуси находились под контролем партизан. Особенностью антифашистской борьбы в западных районах Беларуси являлось нахождение здесь одновременно с советскими партизанами военных формирований польской Армии Крайовой и Организации украинских националистов.
Немецкие войска в ответ на вооружённое сопротивление провели более 140 карательных операций. На территории БССР создались «оборонительные деревни», вооружённые жители которых должны были противостоять партизанам и подпольщикам. К противодействии советским силам привлекались коллаборационисты: корпус Белорусской самообороны, Белорусская краевая оборона и полицейские батальоны. В республике действовали также русские, украинские, литовские и туркестанские коллаборанты.
23 сентября 1943 года был освобождён первый населённый пункт Беларуси — Комарин. В результате успешно проведённой операции советские войска 26 ноября заняли Гомель. 21 февраля 1944 года в ходе Рогачёвской операции они вышли к Днепру. 23 июня началась операция «Багратион», в рамках которой 3 июля части РККА вошли в Минск. Уже 28 июля красноармейцы берут Брест, завершив освобождение Беларуси.
В августе 1945 года, после разгрома Германии, белорусы в рядах РККА принимают участие в войне с Японией.

### После 1945
После завершения Второй мировой в Беларуси, в особенности в западных регионах, продолжались столкновения. Здесь вело партизанскую борьбу польское антисоветское подполье Армии Крайовой и других формирований. Участники движения стремились вернуть регион в состав Польши. На период 1944—1950 годов преподает пик их акций. Последние отряды польских националистов оставались в белорусских лесах до 1954 года. Кроме того, борьбу с советской власти вели и собственно белорусские группировки — Белорусское народное партизанское движение и Белорусская освободительная армия (более известная как «Чёрный кот»). Организованная деятельность велась до 1955 года, но некоторые мелкие группы проводили акции вплоть до конца десятилетия. В то же время в Западном Полесье, вплоть до 1953 года, было активно подполье украинских националистов.
В годы Холодной войны этнические белорусы, уроженцы республики разных национальностей, военнослужащие БВО и будущие граждане независимой Беларуси участвовали в локальных конфликтах того периода: Корейской, Вьетнамской, Ангольской войн. 28 тысяч в составе ОКСВА сражались в Афганской войне 1979—1989 годов. Активное участие в конфликте приняли военнослужащие Белорусского военного округа. Опыт войны показал направления развития форм и способов противоборства, во многом предопределил развитие военного дела в будущем, изменив прежние взгляды на сущность конфликтов и вооружённой борьбы. В последующем он оказался исключительно важен и активно использовался в строительстве и развитии армии независимой Беларуси. Даже в конце 2010-х в ряде воинских частей, особенно в подразделениях ВВС и войск ПВО, ещё служили офицеры, которые воевали в ДРА.

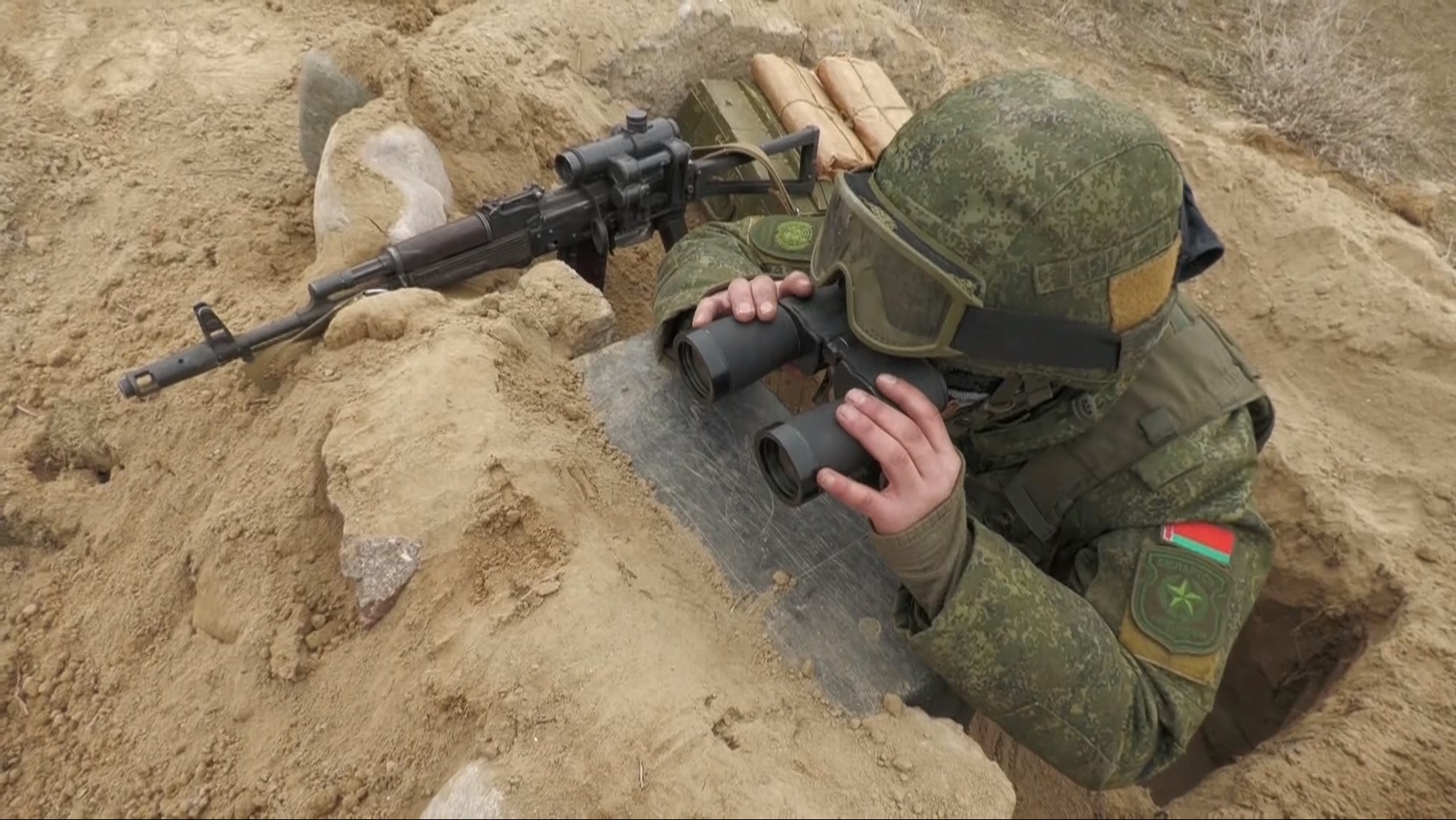
Белорусский военнослужащий в Казахстане.

После развала СССР независимая Беларусь получила контингент Белорусского военного округа. Советское наследие было слишком большим для страны, поэтому в 1990-е правительство провело сокращение вооружённых сил. Многие кадровики потеряли свои рабочие места, некоторые уходили сами из-за низких зарплат. Не все смогли приспособиться к работе на «гражданке», и часть уволенных пошла в наёмники. Так, отставные белорусские военные, а в некоторых случаях государственные военспецы, приняли участие в конфликтах в Кот-д'Ивуаре, Ливии, Сьерра-Леоне, ДР Конго, Йемене. Примечателен таджикистанский случай, когда в начале 1990-х белорусы из бывших советских формирований не смогли своевременно вернуться на родину, вынужденно участвуя в гражданской войне в Таджикистане. Самое масштабное участие белорусов в боевых действиях за рубежом в XXI веке произошло в рамках украинского конфликта.
В январе 2022 года Вооружённые силы Беларуси приняли участие в операции ОДКБ в Казахстане. Белорусские миротворцы отвечали за охрану аэродрома «Жетыген» и арсенала артиллерийских боеприпасов в городе Капшагай.

## Комментарии
1. ↑  Так в белорусской историографии принято называть восстание Хмельницкого.